# Бум (судно)

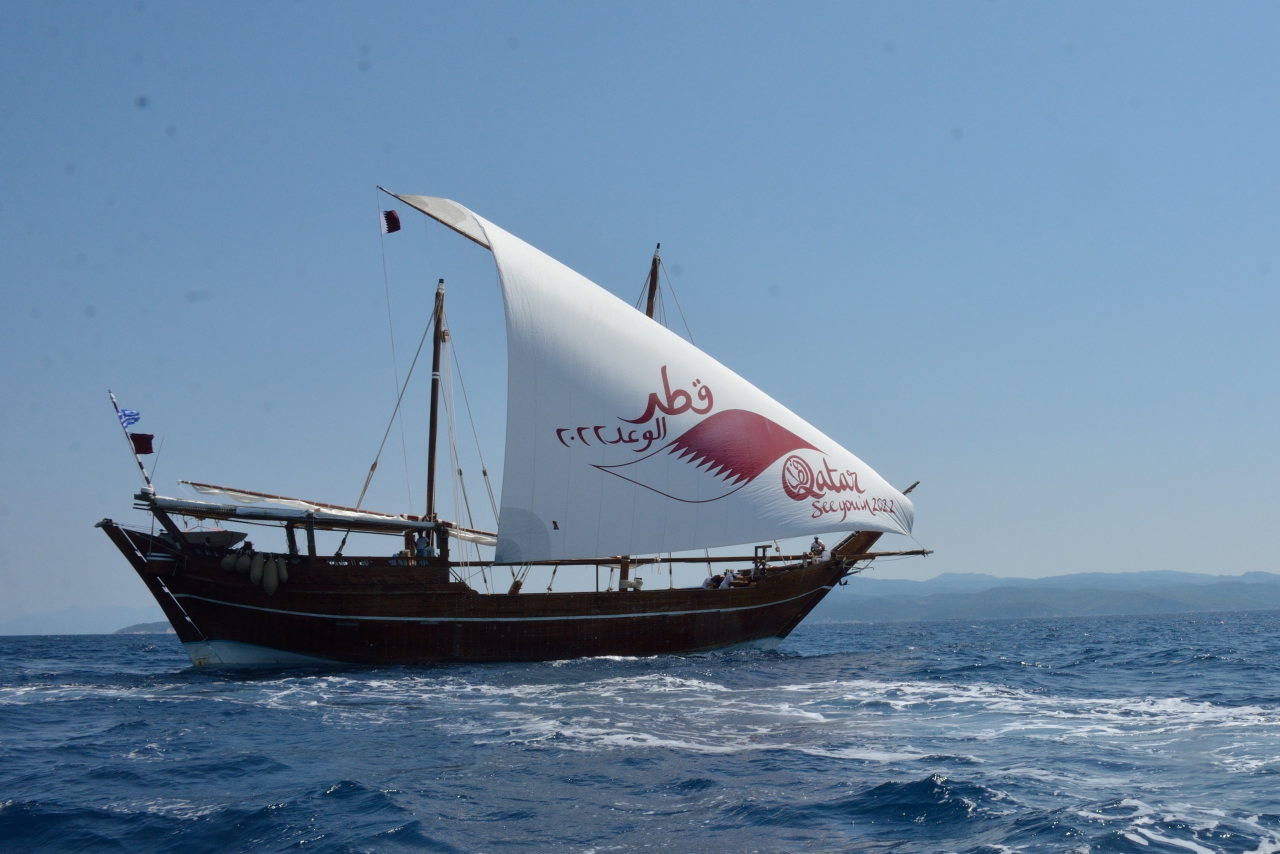
Сучасний бум в Катарі. Підняте тільки одне вітрило — грот

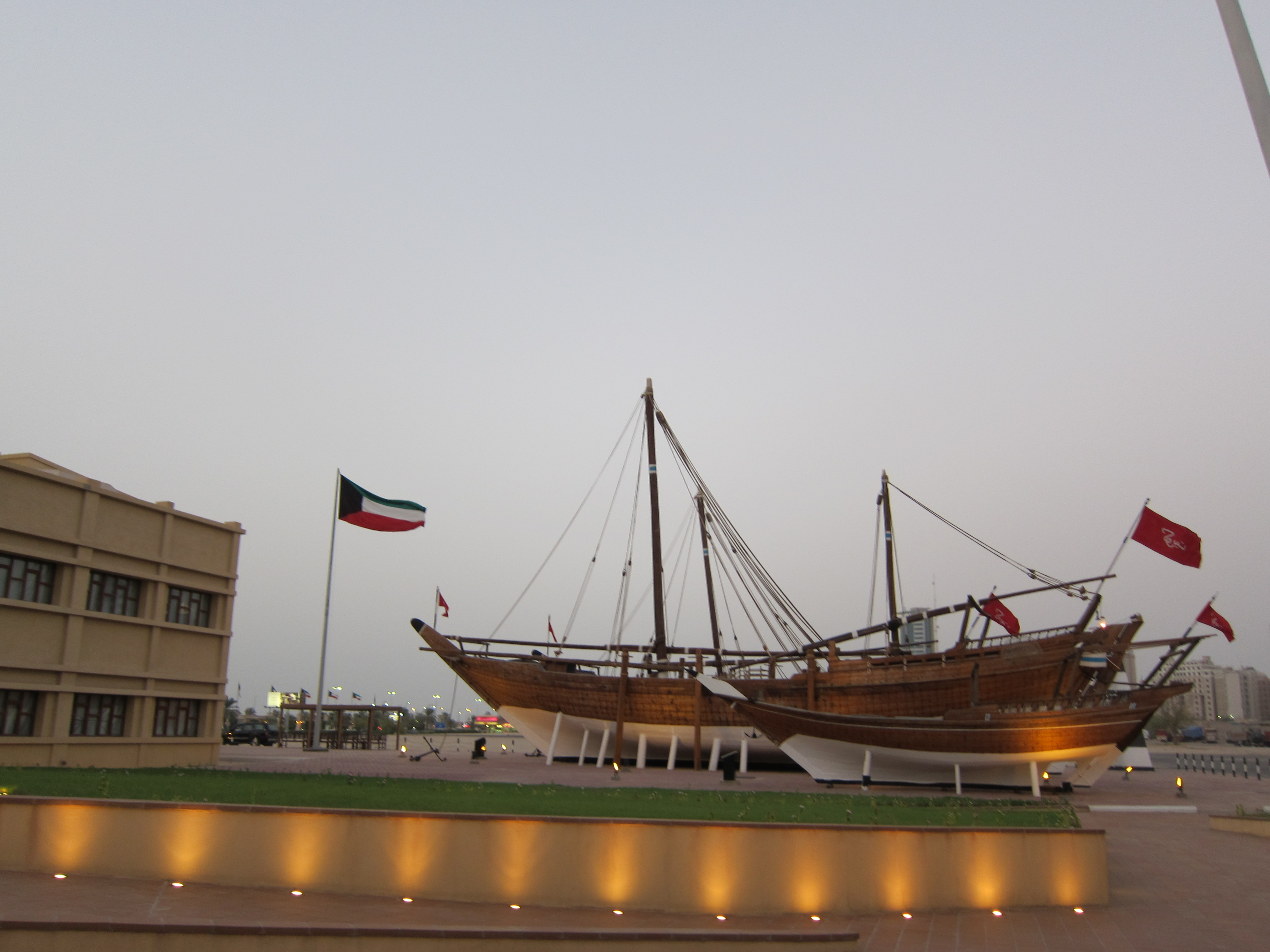
Бум (на задньому плані) в морському музеї у Кувейті. Чітко видно різницю в розмірах з шуі, що знаходиться на передньому плані

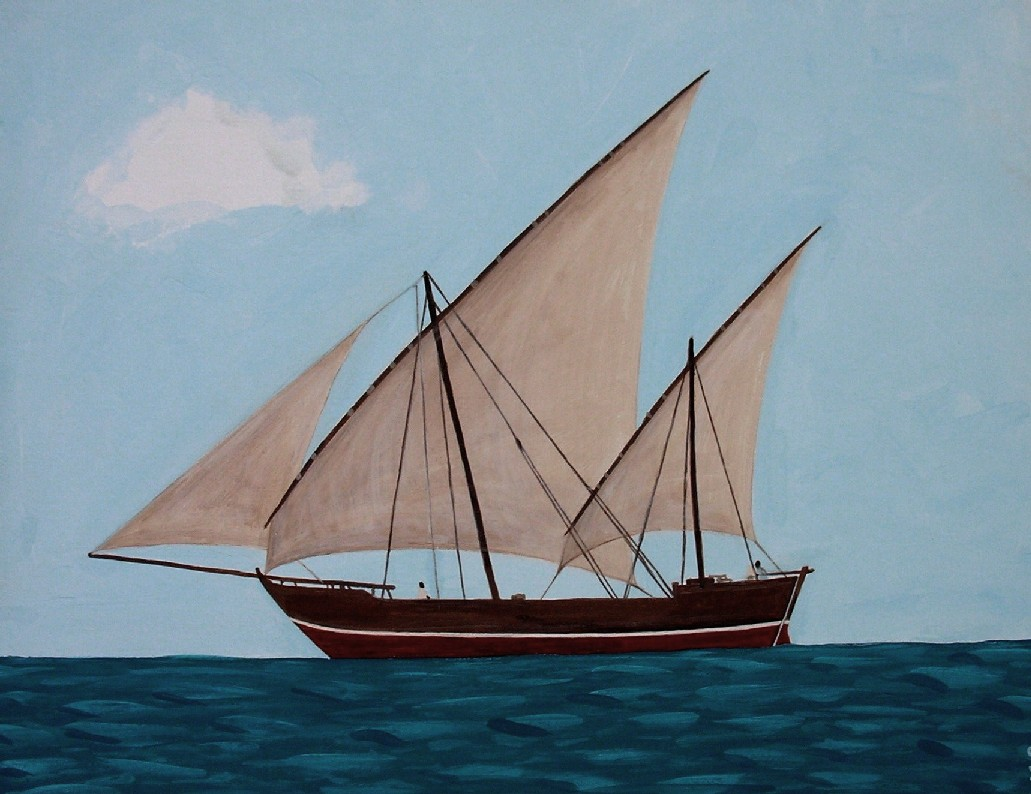
Індійський бум (дхангі). Зверніть увагу на коротший ніс

Бум (араб. بوم, фр. bhum), відоме в Індії як дхангі — традиційне арабське торгове вітрильне судно для далеких морських плавань, один з найбільших відомих типів дау. Має характерний довгий прямий ахтерштевень, нахилений під кутом в 40°, і гостру, зазвичай не прикрашену корму й озброєний двома або трьома щоглами з косими арабськими вітрилами.
Бум використовувався для перевезення важких і об'ємних вантажів, прісної води (boom-ma'y), деревини та будівельного каміння (teshalah), свіжих фруктів, а також для вилову перлів (boom-ghawas). Як велике й важке судно, бум потребував для управління значної команди, що складалась з 15—25 моряків, хоча деякі особливо великі судна потребували навіть до 40 моряків.

## Опис
Алан Мур і Джеймс Хорнел у своїх спробах класифікувати типи арабських суден запропонували розділяти дау на дві великі групи — човни з пласкою транцевою кормою (можливо скопійованої з європейських суден), такі як багала, самбук чи шуї та човни з гострою кормою, такі як бум і зеруг і бадан. При цьому судна з гострою кормою вважаються більш старою формою, оскільки саме такі судна збереглись на найстаріших відомих зображеннях дау з XII століття, тоді як транцева корма вважається результатом впливу європейського досвіду суднобудування, привнесеного в регіон з початку XVI століття. Буми, що виготовлялись на Аравійському півострові, мали характерний довгий і прямий ахтерштевень, тоді як у індійських бумів (дхангі) він був значно коротший.
Бум мав довжину від 20 до 50 метрів, водотоннажність від 75 до 500 тонн та був озброєний двома й рідше трьома щоглами. Передня грот-щогла була приблизно в 1,2 рази більшою за кормову бізань. Грот-щогла була нахилена вперед приблизно на 10°, тоді як бізань встановлювалась вертикально. Якщо встановлювалась третя щогла (мала бізань), вона зазвичай мала нахил у сторону корми. Додатково на бумі міг встановлюватись бушприт, який ніс трикутний клівер.

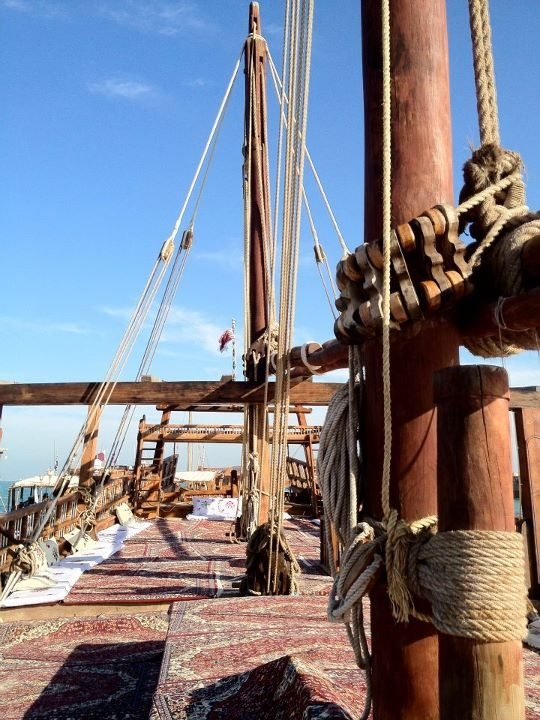
Інтер'єр великого вітрильного дау — оформлення палуби

Усі щогли на бумі в якості головного вітрильного озброєння несли характерні косі «арабські» вітрила (англ. settee sail) у формі неправильної трапеції з короткою передньою шкаториною. Головне вітрило піднімалось на передній великій грот-щоглі, тоді як кормові щогли (бізань і мала бізань) несли такі ж по формі вітрила, але значно меншого розміру ніж головне і, крім свого основного призначення, могли при маневрах виконувати роль повітряного керма. На великих бумах з високою грот-щоглою, на ній, над косим арабським гротом, іноді встановлювався чотирикутний топсель.
Кожне вітрило (shira'a) мало свою назву. Основні вітрила називались «аль-уд» (Al-Oud), на грот-щоглі «аль-каламі» (Al-Qalami) на бізані. Передній клівер називався «аль-буміа» (Al-Boomiah), заднє вітрило на малій бізані — «шаманді» (Shamandi) і топсель, який встановлювався над основним вітрилом «аль-уд» на гроті — «кабіа» (Qabiah). Розмір вітрил на бумі не регулювався за допомогою рифів, тож кожне судно зазвичай мало декілька наборів вітрил — для спокійної погоди (Terkate) і для штормових умов (Sefdairah).

## Історія

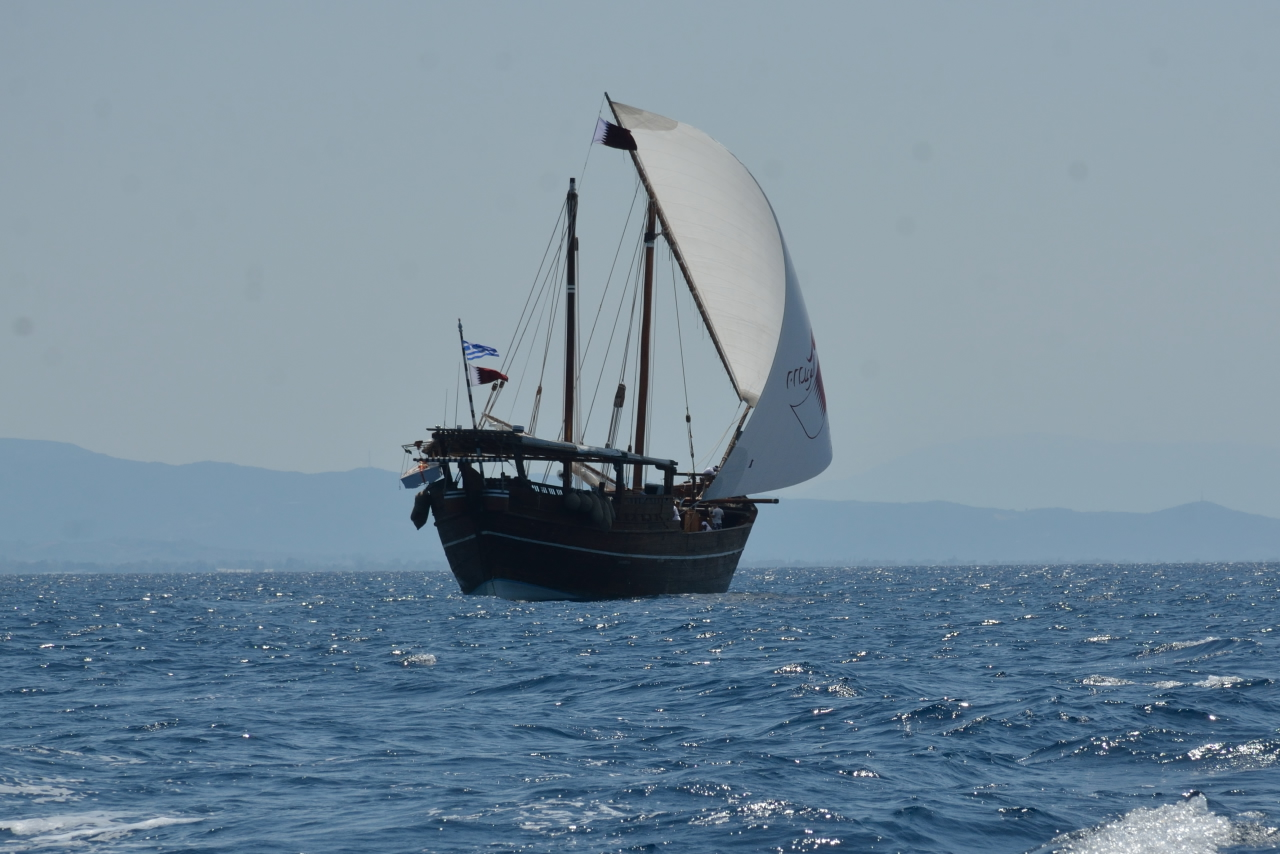
Бум, вид з корми. Добре видно його характерну гостру корму

На початку XX століття бум замінив важчі й менш маневрені багалу і ганджу, які, на відміну від бума, мали пласку транцеву корму й були менш маневрені. Буми в основному будувались у Бейпурі, Конкані та Гуджараті в Індії, та в Кувейті на Аравійському півострові і використовуються для транспортних перевезень від Аравійського півострова до Сінда й Індії на сході та до африканського узбережжя Суахілі на заході.

Бум на гербі Кувейту

Бум під вітрилами зображений на монетах і на гербі Кувейту, підкреслюючи його традиційне значення в країні, де він використовувався для перевезення прісної води та в перлинній промисловості, а також як торговий корабель.
На відміну від інших історичних великих транспортних дау, таких як багала і ганжа, які нині майже зникли, а ті рідкі екземпляри, що залишилися, використовуються переважно в презентаційних цілях, буми й далі активно використовують. У наш, особливо в районі Перської затоки багато бумів були переобладнані в моторні човни, їхні щогли та вітрила замінені на потужні дизельні двигуни і вони продовжують активно використовуватись для транспортних перевезень.

## «Сохар» Тіма Северіна

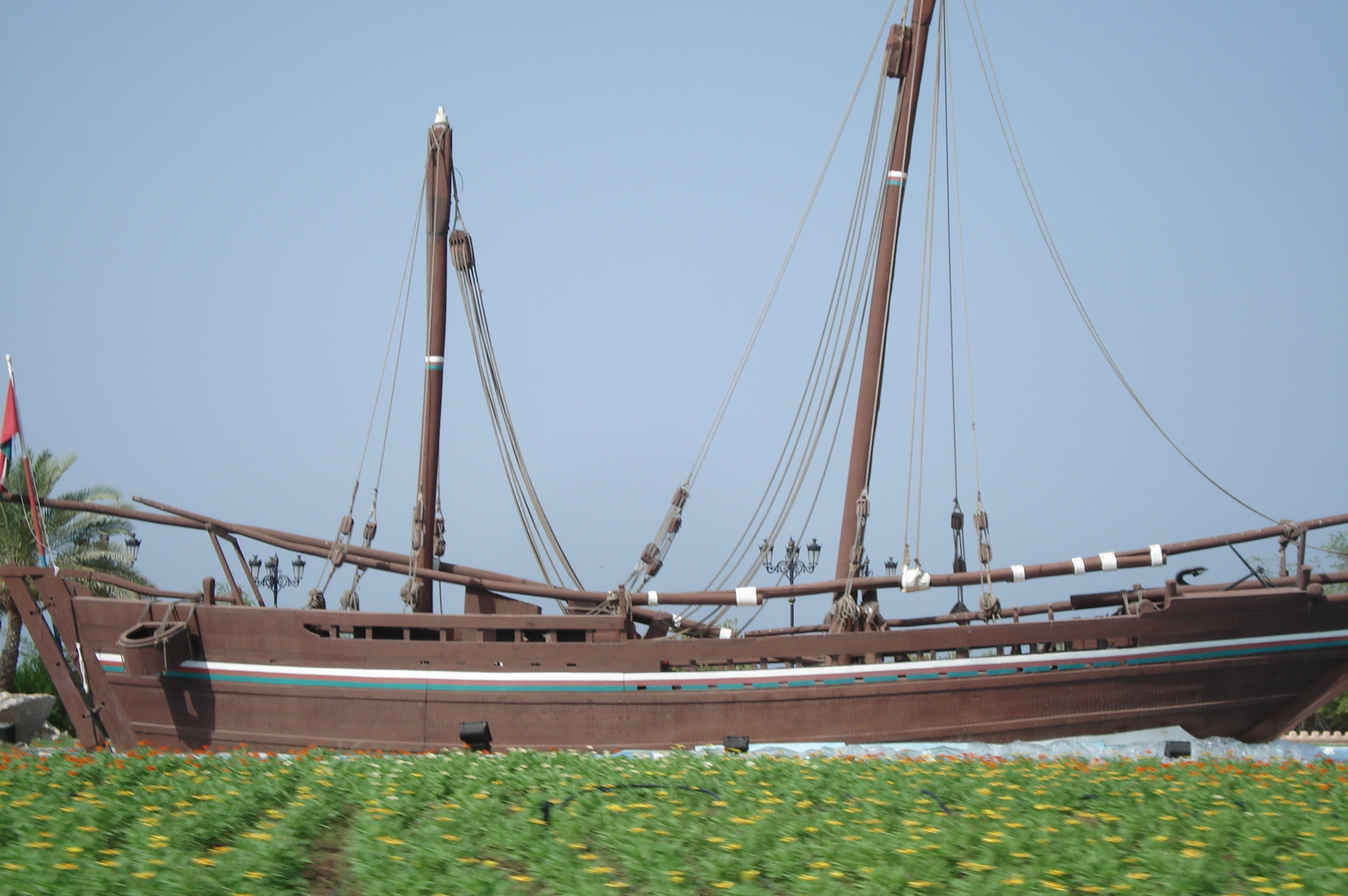
«Сохар» Тіма Северіна, репліка бума IX ст. Маскат, Оман.

У 1980 році спільна ірландсько-оманська команда на чолі з британським мандрівником, дослідником, істориком і письменником Тімом Северіном вирішила довести, що описане в циклі арабських казок з VII-IX століття «Тисяча і одна ніч» плавання Сіндбада-мореплавця з Аравійського півострову до Китаю було можливе на тогочасних судах.
Для цього Тім Северін за допомогою команди корабельників з Суру в Омані відтворив репліку старовинного арабського судна типу бум з IX століття. Команда збудувала без жодного металевого цвяха за сім місяців судно довжиною 26,5 метрів, використовуючи вручну виготовлені дошки, зшиті за допомогою 640 км мотузок, також виготовлених вручну з койру — лушпиння кокосового горіха, вимоченого в морській воді.
У листопаді того ж року бум «Сохар» (так було названо вітрильник) вийшов з оманського порту Маскат и пройшов за 9 місяців шляхом знаменитого героя арабських казок Сіндбада-мореплавця до китайського порту Гуанчжоу (Кантон). Северін з командою з 25 мореплавців вийшли з Маската 21 листопада 1980 р., пройшли через Аравійське море, Лаккадівські острови, Калікут, Шрі-Ланку і Малаккську протоку і прийшли в м. Гуанчжоу в південному Китаї 6 липня 1981 р., орієнтуючись по зіркам і використовуючи лише навігаційні прилади того періоду. Ця мандрівка описана у книзі Северіна «Шляхом Сіндбада» (1983 р.).

## Галерея

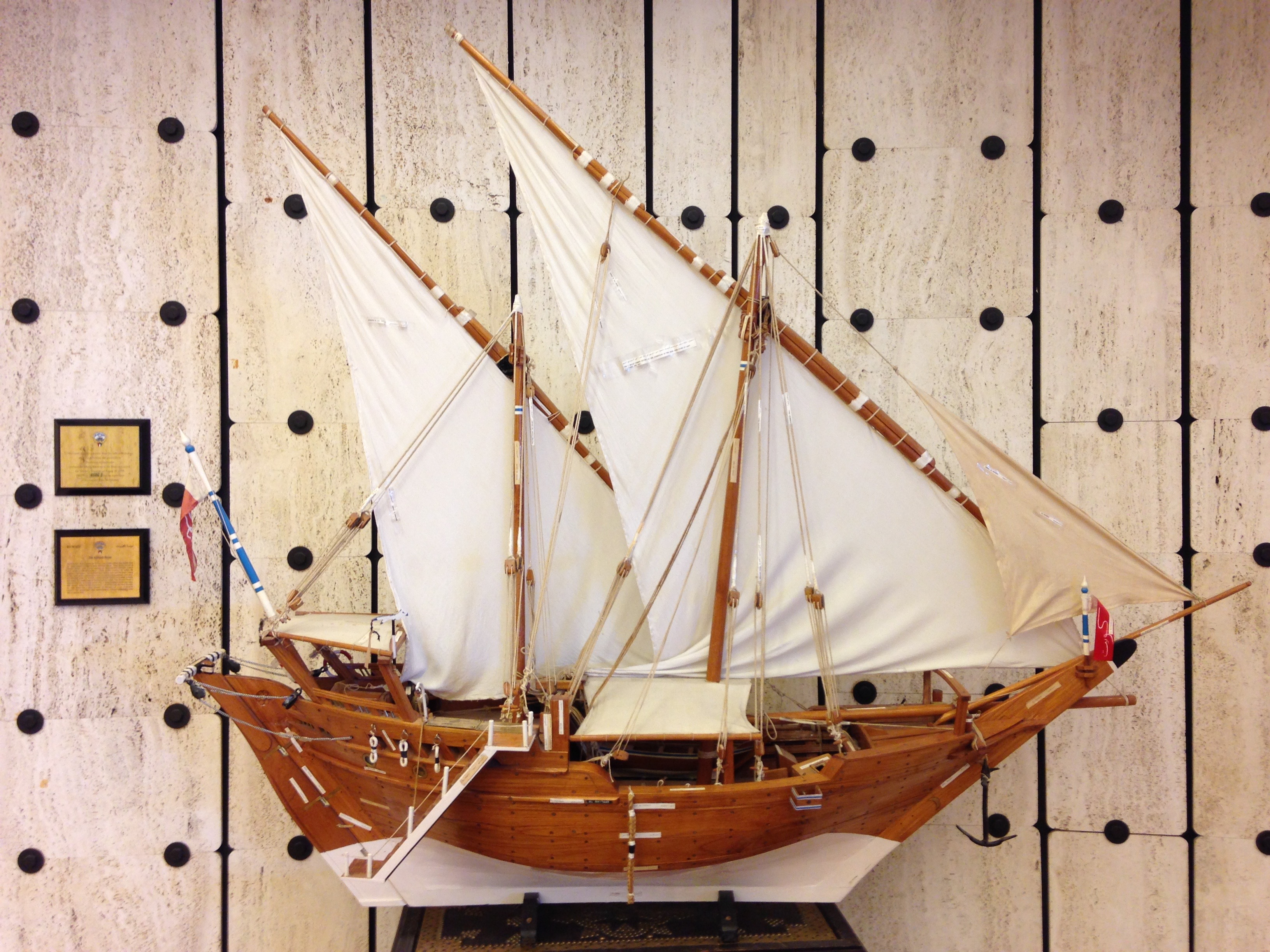
Бум. Модель
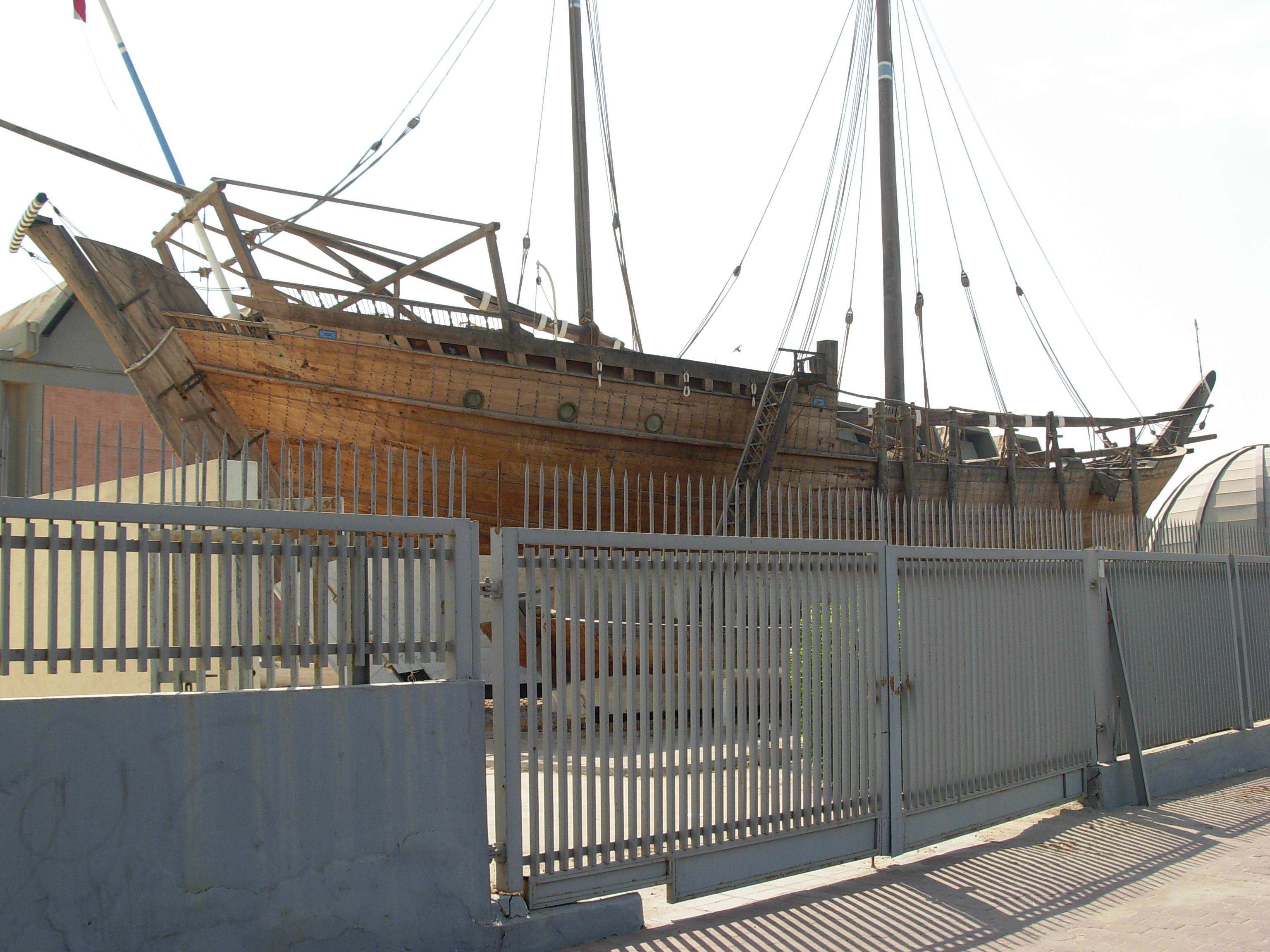
Бум в музеї в Кувейті
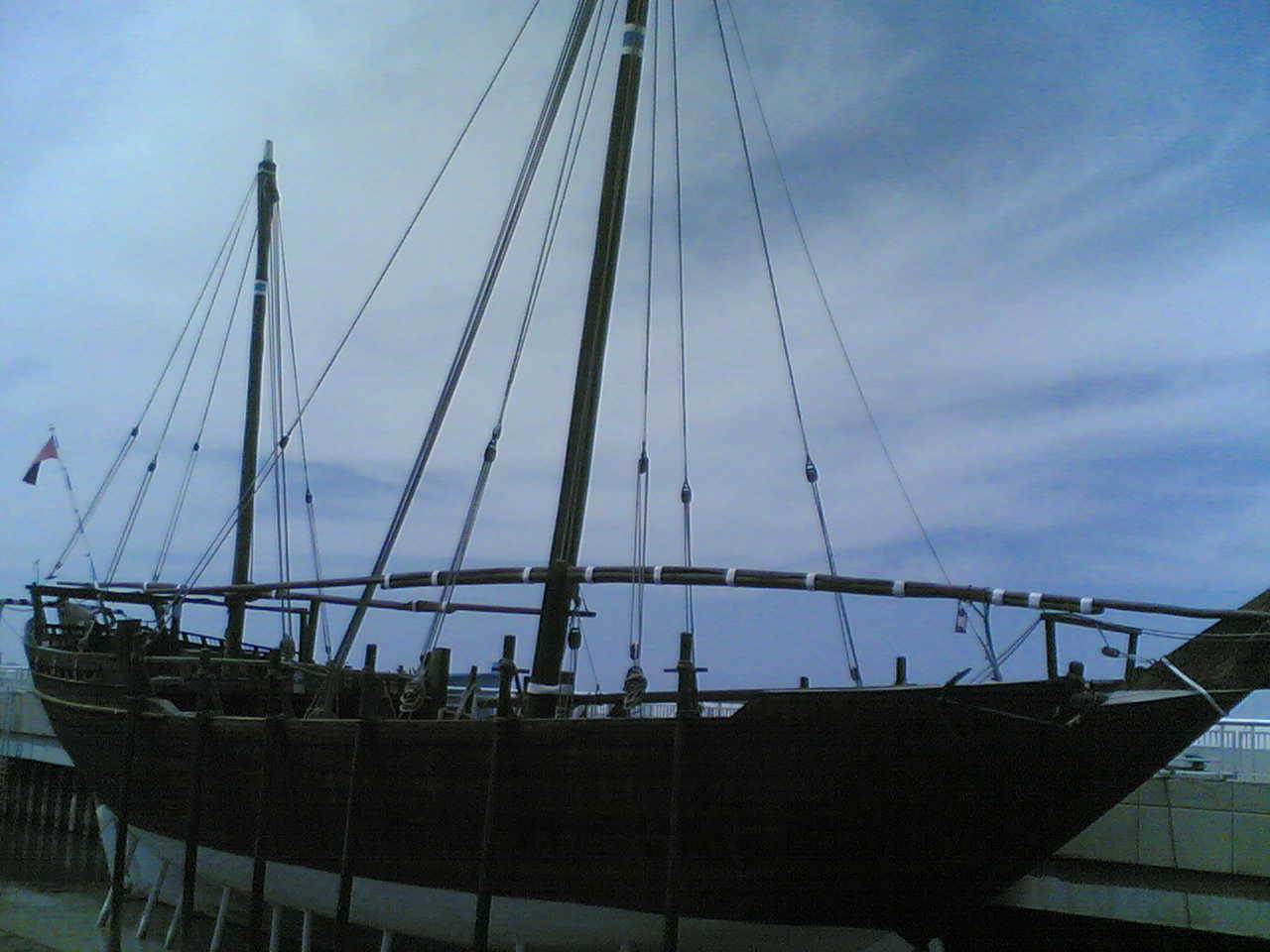
Бум. Музейний експонат
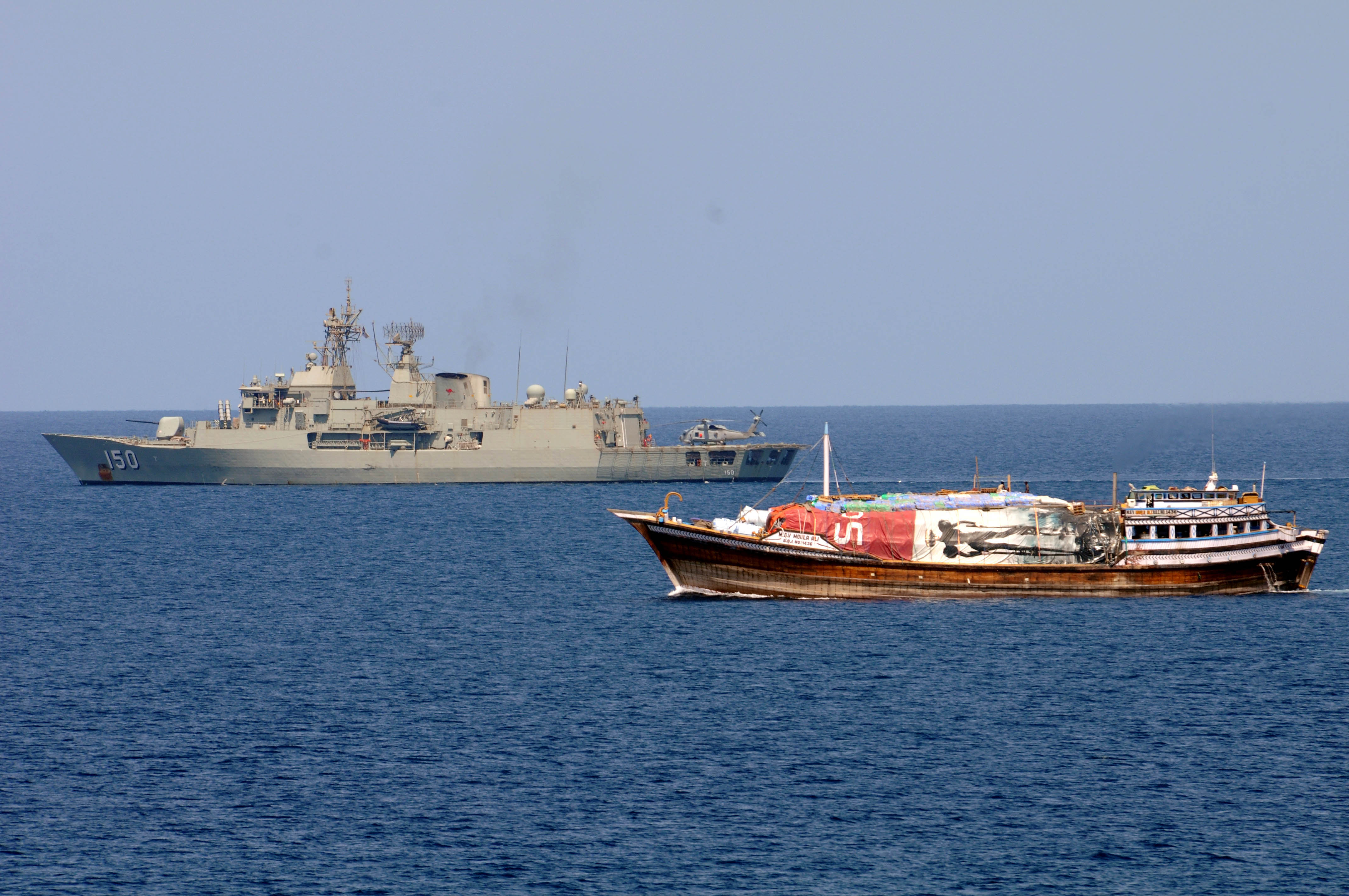
Бум, переобладнаний під моторне судно. Аденська затока
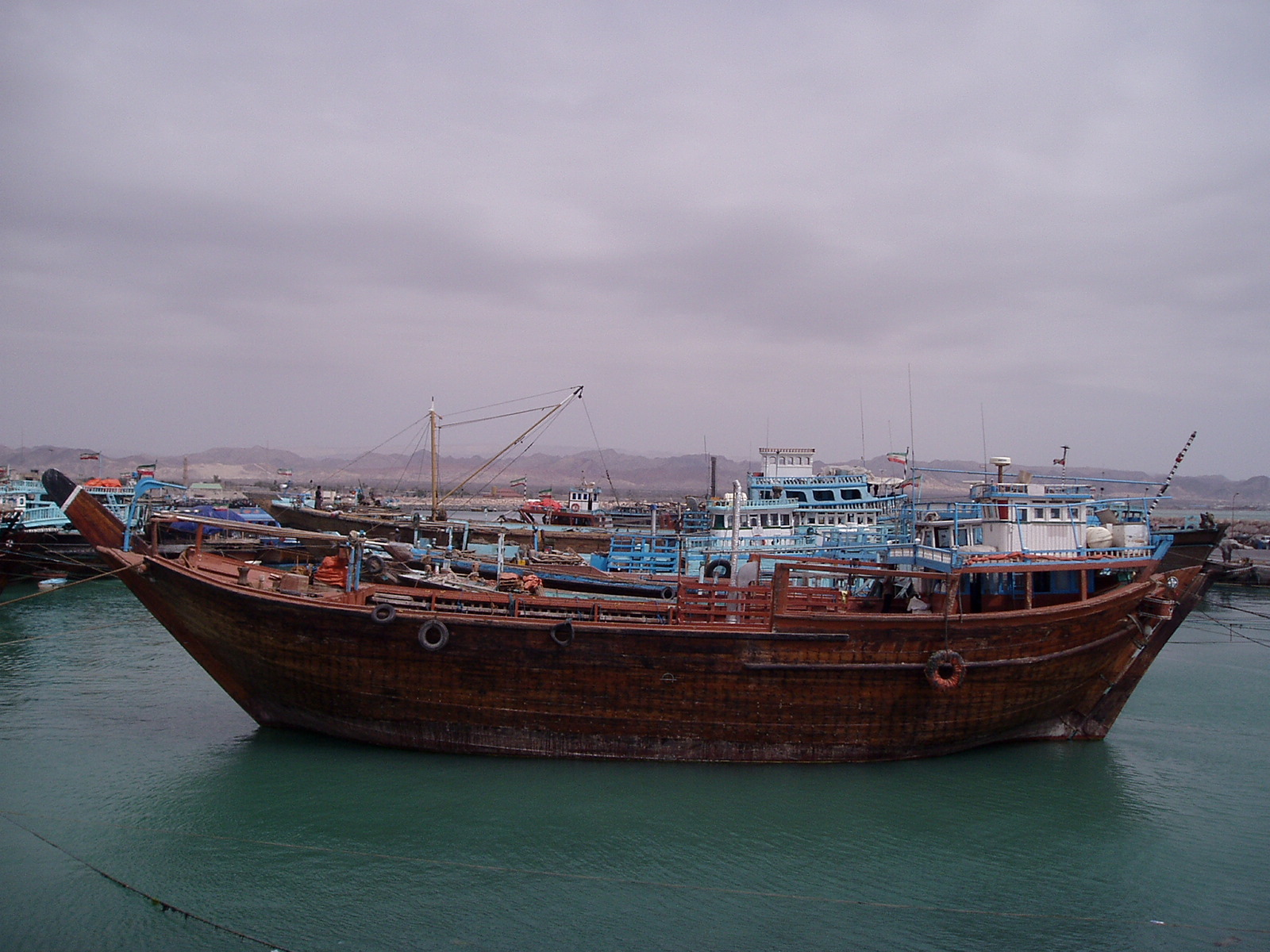
Бум, переобладнаний під моторне судно. Пакистан
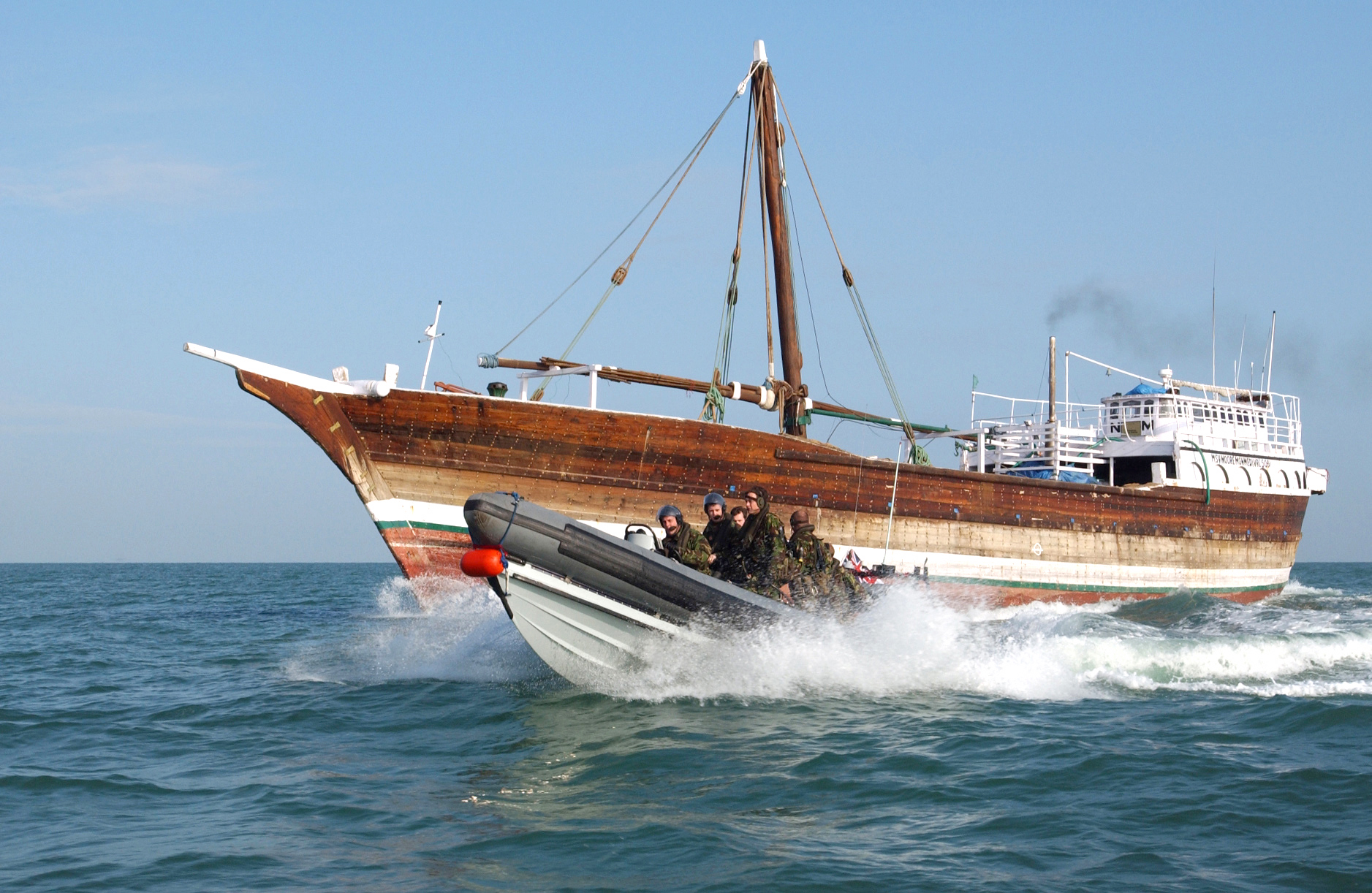
Моторно-вітрильний бум біля берегів Ірану
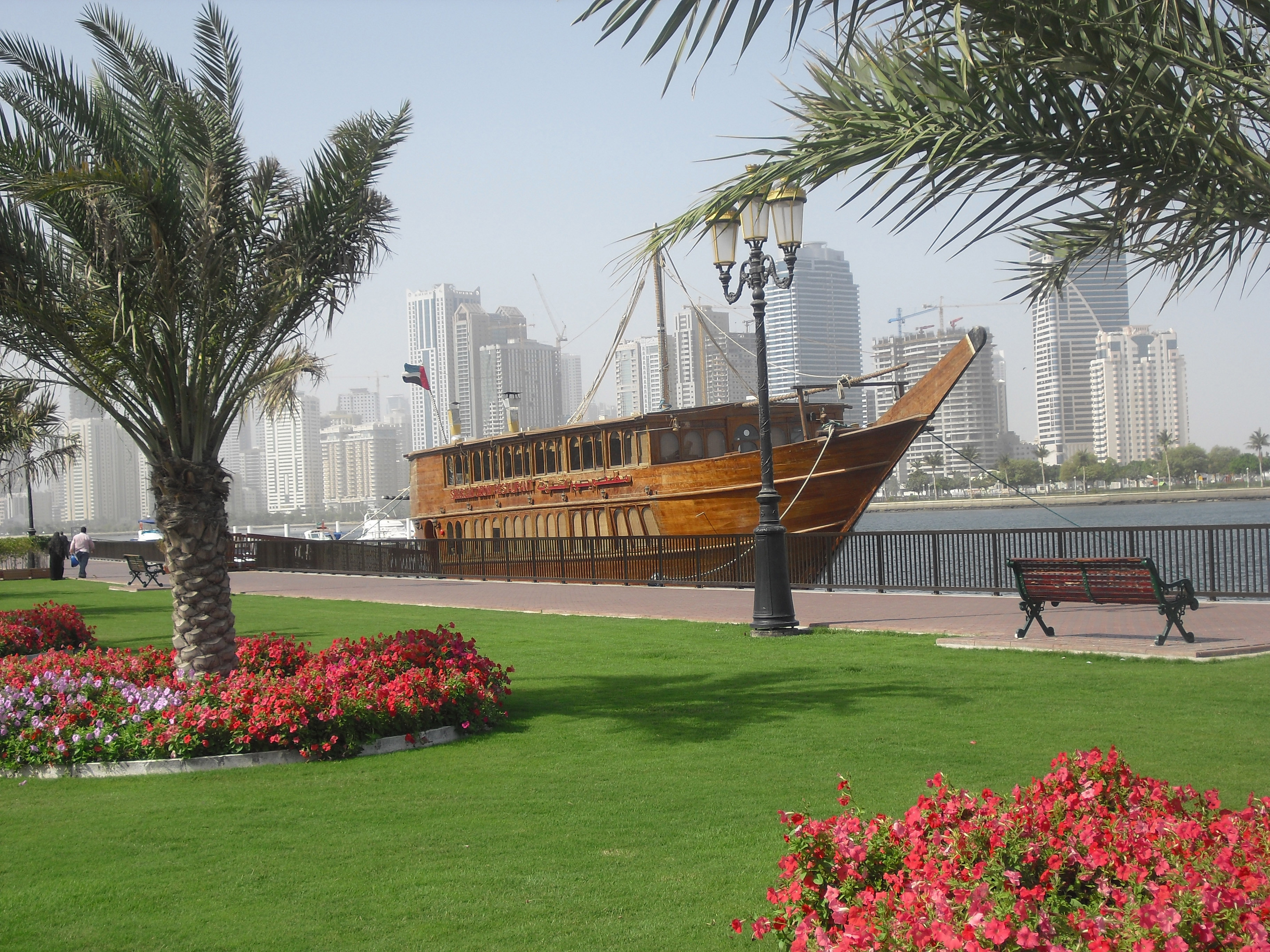
Бум, перероблений під ресторан. Шарджа
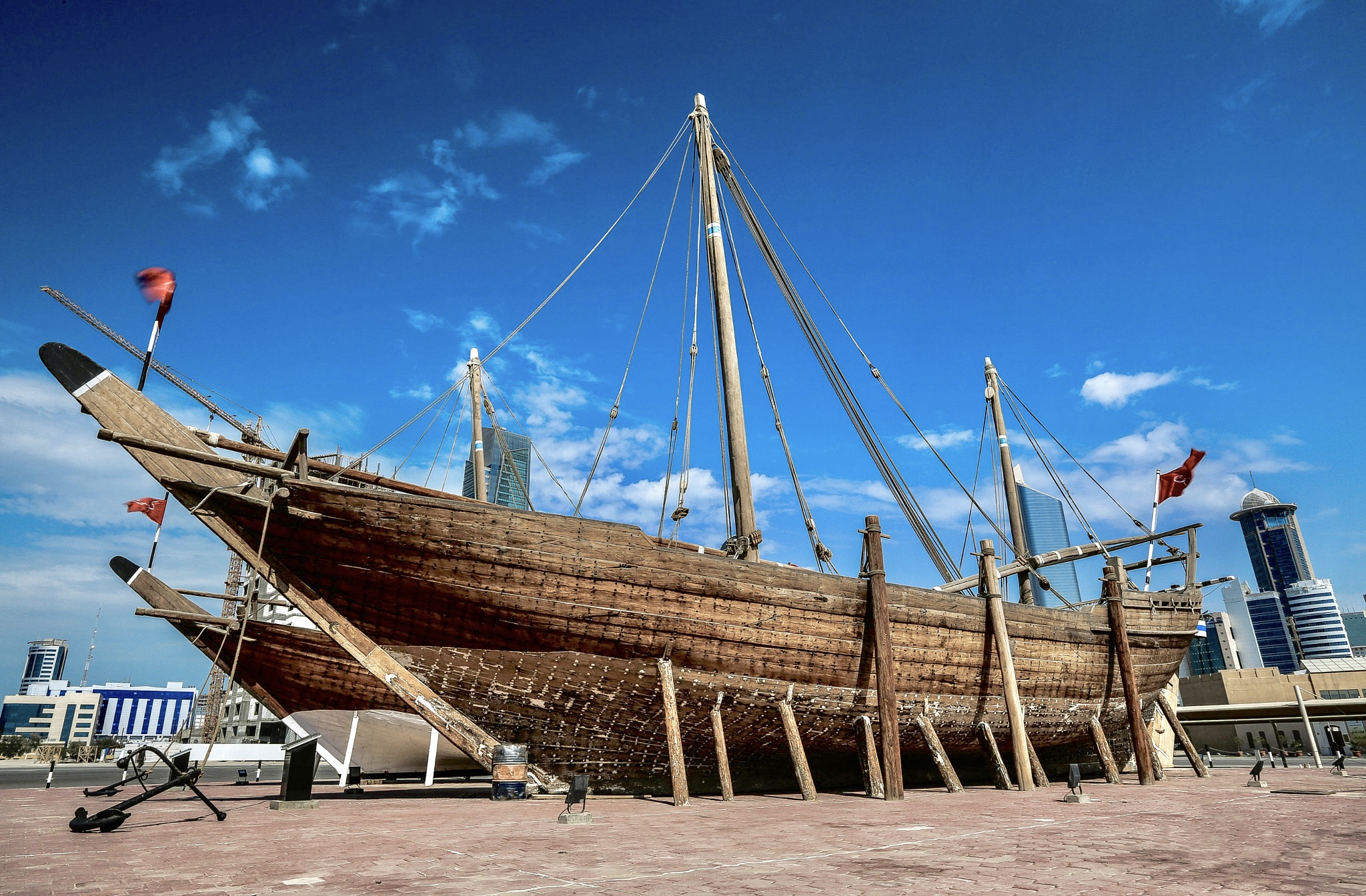
Два буми в музеї в Кувейті